# Los hijos del capitán Grant
Los hijos del capitán Grant (Les enfants du Capitaine Grant) es una novela "geográfica" del escritor Julio Verne. Publicada por entregas en la revista Magasin d'Éducation et de Récréation de Jules Hetzel desde el 20 de diciembre de 1865 (volumen 4, número 43) hasta el 5 de diciembre de 1867 (volumen 8, número 90), y de manera íntegra como volumen triple el 23 de junio de 1868.
Con la excusa de la búsqueda del náufrago, en donde los hijos del capitán realizan una especie de telemaquia, Verne hace dar a los protagonistas otra vuelta al mundo, esta vez por el hemisferio austral. El punto de partida de la historia, como en el "Viaje al centro de la Tierra", es el desciframiento de un documento que dará origen al viaje.

## Sinopsis

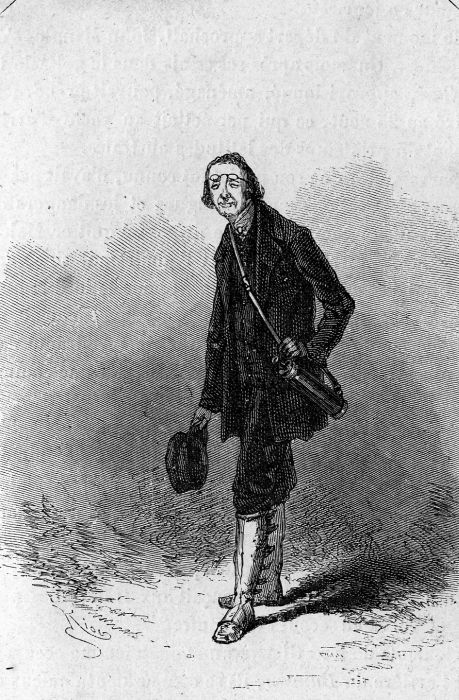
Jacques Paganel

El aristócrata escocés Lord Edward Glenarvan descubre, durante un viaje de recreo en la costa escocesa, en el estómago de un tiburón martillo un mensaje dentro de una botella lanzada por Harry Grant, capitán del bergantín Britannia, que ha naufragado dos años antes (1862) junto con dos miembros de la tripulación. A petición de Roberto y María, los hijos del capitán, decide lanzar una expedición de rescate, cuya principal dificultad consiste en que los datos del mensaje lanzado por los náufragos son ilegibles, excepto la latitud: 37° S.
Lord Glenarvan, junto con su esposa, Lady Helena, los hijos del capitán y la tripulación de su yate, el Duncan, parten para Sudamérica, puesto que el mensaje incompleto sugiere la Patagonia como sitio del desastre. En mitad de la travesía, descubren a un inesperado pasajero: el geógrafo francés Jacques Paganel, que ha subido a bordo por equivocación y que decide unirse a la expedición, abandonando el viaje que tenía pensado realizar debido a su profesión.

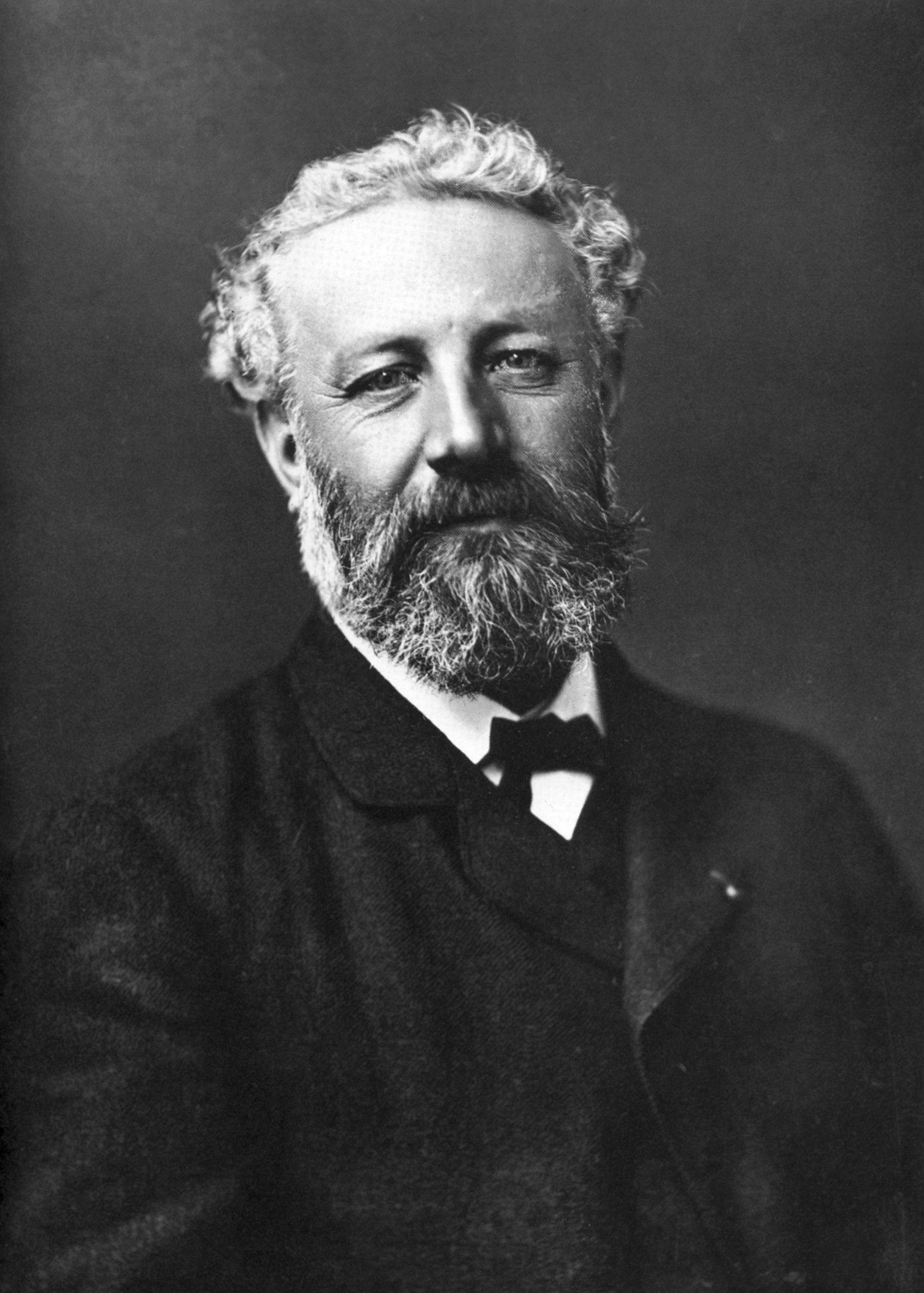
Julio Verne.

La expedición circunnavega el paralelo 37° sur, atraviesa Sudamérica explorando la Patagonia y gran parte de la Región Pampeana y, posteriormente, las islas Tristán de Acuña, Ámsterdam, Australia y Nueva Zelanda, con resultados negativos.
Al llegar a Australia, debido a una nueva interpretación del mensaje sugerida por el geógrafo Paganel, los expedicionarios encuentran por casualidad a un miembro de la tripulación del Britannia llamado Ayrton, quien les propone llevarlos al lugar del naufragio. Pero ellos no saben que Ayrton está siendo buscado por las autoridades inglesas por pertenecer a una banda de ladrones en la que toma el sobrenombre de Ben Joyce. Ayrton traiciona la confianza que depositan en él los integrantes de la expedición y trata de tomar el control del yate Duncan, pero la suerte le es esquiva y su golpe falla, gracias a la lealtad de la tripulación y a un despiste de Jacques Paganel.
Tomado prisionero en el Duncan, Ayrton ofrece a Lord Glenarvan dar datos sobre el capitán Grant a cambio de ser abandonado en una isla desierta en lugar de ser entregado a las autoridades inglesas, que podrían ejecutarlo. Entonces, el Duncan pone proa a la isla Tabor (o arrecife María Teresa), que casualmente resulta ser el refugio del capitán Grant y los dos marinos sobrevivientes del naufragio. El grupo regresa a Inglaterra, dejando a Ayrton en la isla para vivir entre las bestias y así recobrar su humanidad. El personaje de Ayrton reaparece en la novela de Julio Verne "La isla misteriosa", publicada en 1874.

## Lista de capítulos

### Tomo I - EnAmérica del Sur
- I El tiburón.
- II Los tres documentos.
- III Malcolm Castle
- IV Una proposición de Lady Glenarvan.
- V La salida del Duncan.
- VI El pasajero del camarote número seis.
- VII De dónde viene y adónde va Santiago Paganel.
- VIII Un auxiliar más a bordo del Duncan.
- IX El estrecho de Magallanes.
- X El paralelo treinta y siete.
- XI La travesía de Chile.
- XII A doce mil pies de altura.
- XIII Descenso de la cordillera.
- XIV Un disparo salvador.
- XV El español de Santiago Paganel.
- XVI El río Colorado.
- XVII La Pampa.
- XVIII En busca del agua.
- XIX Los lobos rojos.
- XX Las llanuras argentinas.
- XXI El Fuerte Independencia.
- XXII La riada.
- XXIII Vida de pájaro.
- XXIV Continúa la vida de pájaro.
- XXV Entre el fuego y el agua.
- XXVI El Atlántico.

### Tomo II - EnAustralia
- I El regreso a bordo.
- II Tristán de Acuña.
- III La isla Ámsterdam.
- IV Las apuestas de Jacques Paganel y del comandante MacNabbs.
- V Las furias del Océano Índico.
- VI El cabo Bernulli.
- VII Tom Ayrton.
- VIII En marcha.
- IX El estado de Victoria.
- X El río Wimerra.
- XI Burke y Stuart.
- XII El ferrocarril de Melbourne a Sandhurst.
- XIII Primer premio de geografía.
- XIV Las minas del Monte Alejandro.
- XV La Gaceta de Australia y Nueva Zelanda.
- XVI Los indígenas.
- XVII Los ganaderos millonarios.
- XVIII Los Alpes Australianos..
- XIX Un golpe teatral.
- XX ¡Aland! ¡Zealand!
- XXI Cuatro días de ansiedad.
- XXII Edén.

### Tomo III - En elOcéano Pacífico
- I El Macquarie.
- II La historia de Nueva Zelanda.
- III Las matanzas de Nueva Zelanda.
- IV Los rompientes.
- V Los marineros improvisados.
- VI El canibalismo en teoría.
- VII El desembarco.
- VIII Actualidad histórica.
- IX Treinta millas al norte.
- X El río nacional.
- XI El lago Taupo
- XII Los funerales de un jefe maorí.
- XIII Las últimas horas.
- XIV La montaña sagrada.
- XV Los grandes recursos de Paganel.
- XVI Entre dos fuegos.
- XVII Por qué el Duncan cruzaba la costa este de Nueva Zelanda.
- XVIII Ayrton o Ben Joyce.
- XIX Un convenio.
- XX Un grito en la noche.
- XXI La Isla Tabor.
- XXII La última distracción de Jacques Paganel.

## Temas vernianos tratados

### Crítica a Inglaterra
En la figura de un niño, que es educado en la creencia de que Inglaterra dominaba todo el mundo, Verne empieza a cambiar su postura acerca de Inglaterra, criticándola fuertemente de una manera que se va acentuando al pasar los años.

### Trilogía de Julio Verne
El personaje Tom Ayrton vuelve aparecer en La isla misteriosa, logrando crear entonces una secuela de esta novela, que se complementa con la primera: "Veinte mil leguas de viaje submarino".

### Romance
"Los hijos del Capitán Grant" es una de las pocas historias de amor que aparecen en la novelística de Julio Verne. Esto posiblemente se deba a una petición de Hetzel, pero Verne no disfrutaba escribiendo escenas amorosas. "El rayo verde" es la única novela del autor que se considera de amor.

### Exploraciones
A esta novela le corresponde dentro de los viajes extraordinarios la exploración de Sudamérica (Chile y Argentina), Australia y Nueva Zelanda, y, en general, se tocan todos los emplazamientos del paralelo 37° sur.

## Yerros
La novela presenta varios yerros que han llegado hasta nuestros días, en especial anacronismos, que se relacionan a continuación:
1. En el capítulo IX del tomo I dice que "el 7 de setiembre (sic), después de pasar el ecuador a impulsos de un norte fresco, entró en el hemisferio austral". Varios párrafos más adelante dice que "El 10 de diciembre se encontraba el yate a los ..."  y después escribe "El 25 de setiembre (sic), el Duncan se hallaba a la altura del estrecho de Magallanes..." Luego es claro que la fecha de diciembre es incorrecta.
2. En el capítulo VII del tomo II aparece el personaje Ayrton, quien relata que el naufragio de la Britannnia ocurrió en la noche del 27 de junio de 1862. Enseguida dice que cuando volvió en sí se hallaba en poder de los indígenas que lo llevaron al interior del continente, que pasó dos años de esclavitud penosa y que durante una noche del mes de octubre de 1864 burló la vigilancia de los indígenas y desapareció en la profundidad de inmensos bosques. En ese mismo capítulo Paddy O`Moore, el colono irlandés de la alquería (donde están hospedados desde el 20 de diciembre de 1864) dice que responde por la honradez de Ayrton "en dos años que está en mi casa, no me ha dado motivo alguno de queja". El anacronismos consiste en que si Ayrton naufragó la noche del 27 de junio de 1862, pasó dos años en poder de los indígenas y lleva dos años en la alquería del irlandés, habrían transcurrido cuatro años desde el momento del naufragio, o sea, sería 1866.
3. En el capítulo XV del tomo II aparece en el Australian and New Zealand Gazette la noticia sobre el accidente del tren en Camden Bridge, la cual está fechada el 2 de enero de 1866. La inconsistencia es que en la cronología el accidente ocurrió en la noche del 29 al 30 de diciembre de 1864, luego la fecha correcta de la publicación es 2 de enero de 1865.
4. En el capítulo VIII del tomo II se describe la carreta a la que se uncían tres pares de bueyes. Luego en el capítulo XVIII del mismo tomo comienzan a morir misteriosamente los bueyes y los caballos. Cuando muere el primer buey dice que los medios de tracción quedaban reducidos a tres bueyes y cuando mueren otros dos bueyes dice que les quedaba un buey. Evidentemente al autor y al editor se les pasó por alto que la cantidad inicial eran seis bueyes (tres pares) y no cuatro como se contabiliza por error cuando comienzan a morir los animales.

## Adaptaciones
- Anexo:Adaptaciones de la novela "Los hijos del capitán Grant"